# Stefan Hellkvist
Stefan "Loppan" Hellkvist, född 13 maj 1970 i Knivsta, är en svensk före detta professionell ishockeyspelare.  
Han startade sin aktiva karriär med spel i Knivsta IK. Som ungdomsspelare kom han till VIK Västerås Hockey Klubb och spel i Elitserien. Efter spel i Leksand i Elitserien och Allsvenskan och AIK i Eliserien kom han till HV71 under säsongerna 2003/2004 och 2004/2005 med vilka han vann SM-guld 2004. Han spelade ett antal säsonger i Italien och Schweiz innan han 2007 återvände för spel med VIK Hockey i Allsvenskan.

## Klubbar
- VIK Västerås Hockey Klubb, Elitserien 1987-1995
- Leksands IF, Elitserien 1995-2000
- AIK, Elitserien 2000-2001
- Leksands IF,  Allsvenskan 2001-2002
- Hannover Scorpions, DEL 2002-2003
- HV 71, Elitserien 2003-2005
- Basel, NLA 2005-2007
- SG Cortina, NLA 2005-2006
- Olten, NLB 2005-2007
- VIK Västerås Hockey Klubb, Allsvenskan 2007-2010[2]

## Meriter
- Division 1 till Elitserien med VIK Västerås Hockey Klubb 1988
- Allsvenskan till Elitserien med Leksands IF 2002
- Allsvenskan Mest Mål 2002
- SM Guld med HV 71 2004
- Elitserien All Star Game 2000